# ملوک نیمروز
ملوک نیمروز، ملوک سیستان یا خاندان کیانی سیستان دومین سلسله از صفاریان بودند که شصت سال پس از دست یافتن سلطان محمود غزنوی به امیر خلف بن احمد بن محمد در قلعه طاق در ۳۹۳ هجری قمری دوباره زمام حکومت سیستان را به دست گرفتند و با پیوستن به سلجوقیان جلال و عظمت بسیار یافتند. دورهٔ فرمانروایی ملوک نیمروز بر سیستان از غزنویان تا نیمه‌های سلطنت ناصرالدین شاه قاجار ادامه یافت. در دوران سلطنت قاجاریان، ملوک نیمروز، رفته‌رفته قدرت سیاسی و نفوذ اجتماعی و اقتصادی خویش را از دست دادند و سرانجام با برگماری خاندان علم به عنوان حاکم سیستان، تقریباً از صحنهٔ سیاسی سیستان به کنار رفتند.

محدوده ملوک نیمروز (با عنوان ملوک سیستان)

## تاریخ‌نویسی ملوک نیمروز
سیستان با قدمت و نقش‌آفرینی خویش در تاریخ سیاسی ایران، از کهن‌ترین روزگاران تا دوران معاصر، از روند سنّت تاریخ‌نویسی محلی در ایران برکنار نبوده‌است. با توجه به تاریخ کهن و نیز با در نظرداشتن نقش فرهنگی و تمدّنی سیستان در زمینه ادبیات فارسی در ایران پس از اسلام، به‌نظر می‌رسد می‌توان ریشه‌های پیدایش تاریخ‌نویسی در ایران پس از اسلام را نیز در تاریخ‌نویسی محلی سیستان جستجو کرد. از بررسی متون تاریخی مربوط به ملوک نیمروز برمی‌آید که به دلیل استمرار سنّت سیاسی و سلسله‌ای در سیستان تا دوره معاصر نوعی رسم یا سنّت تاریخ‌نویسی در دستگاه آنان حفظ شده‌است. در این زمینه سه کتاب زیر را می‌توان نام برد.
- تاریخ سیستان
- احیاء الملوک
- شجره الملوک